# Sparasion rufipes
Sparasion rufipes är en stekelart som beskrevs av Johannes Friedrich Ruthe 1859. Sparasion rufipes ingår i släktet Sparasion och familjen Scelionidae. Inga underarter finns listade i Catalogue of Life.